# 通義洞
通義洞（トンイどう、トンイドン）は、ソウル特別市鐘路区にある法定洞である。行政洞の社稷洞の管轄。北には昌成洞、東には世宗路、南には積善洞、西には体府洞・通仁洞と接している。

## 歴史
朝鮮初期に漢城府北部順化坊、1751年（英祖27年）に漢城府北部順化坊司宰監契と義通坊迎秋門契に属したし、1894年（高宗31年）、甲午改革当時の行政区域の改編の時には彰義洞、西門洞、帶洞、壮洞、梅洞などが通義洞に該当する地域だった。
1914年、行政区域の統廃合により西門洞、帶洞、壮洞、梅洞などが統合して通義洞になって、同年9月、出張所制度の設置により京城府北部出張所通義洞になって、1915年6月、京城府通義洞になった。1936年4月、洞名が日本式地名に変更されて通義町になって、1943年4月、区制実施で鐘路区通義町になった。1946年、大日本帝国の残滓清算の一環として町が洞に変わるとき、通義洞になった。
ヒンソナムッコル、メジッコル、ティッコルなどの村があった。ヒンソナムッコルは白松が、ティッコルは帯を作る店があったことから由来する。

## 名所
孝子路と紫霞門ギルが通り、35番地の近くに彰義宮、7番地の近くに西営橋・観象監・金正喜の出生地などがあったが、西営という名称は禁衛営の分営である西営があったことから由来し、ソグンダリとも呼ばれた。彰義宮は英祖が王位に上る前に住んでいた潜邸で、1908年、東洋拓殖株式会社が設立されて廃宮になって、朝鮮独立の以後、帰属財産として接収・分割された後、住宅が入った。文化財に指定されたソウル通義洞の白松があったが、1992年に枯れて光陵樹木博物館（別称、国立樹木院）に移された。